# NGC 3216
NGC 3216 ist eine elliptische Galaxie vom Hubble-Typ E im Sternbild Löwe an der Ekliptik. Sie ist schätzungsweise 522 Millionen Lichtjahre von der Milchstraße entfernt. Die Entfernungsmessungen basierend auf den Radialgeschwindigkeiten stimmen nicht mit den rotverschiebungsunabhängigen Entfernungsschätzungen von 724 Millionen Lichtjahren überein.
Das Objekt wurde am 10. April 1785 von Wilhelm Herschel entdeckt.